# 美麗的
《美麗的》是美國歌手克莉絲汀·阿奎萊拉的一首歌曲，收錄於阿奎萊拉第四張錄音室專輯《裸》。歌曲於2002年11月16日由RCA唱片作為專輯《裸》第二支單曲發行。歌曲由琳達·佩里創作與製作，是一首流行與節奏藍調谣曲。歌曲的歌詞探討了內在美、自信與不安等主題。阿奎萊拉指她於歌曲上「傾盡心血」，並認為以此反映了專輯《裸》的主題。阿奎萊拉其後重新錄製了的歌曲的電子音樂版本，並命名為《做你自己》（You Are What You Are (Beautiful)），收錄於2008年的精選輯《精靈神話-精選+新曲》中。
歌曲發行後獲得了主流樂評家的好評，並被認為是阿奎萊拉最出色的歌曲。阿奎萊拉憑歌曲於「第46屆格林美獎」贏得「格林美獎最佳流行女歌手 」一獎，並獲得「格莱美奖年度歌曲」提名。《美麗的》獲得商業上的成功，包括登上澳洲、比利時、加拿大、愛爾蘭、紐西蘭與英國排行榜冠軍。歌曲亦打進美國《告示牌》百強單曲第2位，當週冠軍為B2K（肖恩·库姆斯客串）的《Bump, Bump, Bump》。歌曲獲美國唱片業協會認證為金唱片，代表於當地出貨量達50萬張。
因歌曲的自強與內在美主題，《美麗的》被LGBT社群廣泛認為是同志國歌。歌曲的音樂錄像帶由喬納斯·艾克朗拍攝，並為阿奎萊拉贏得其首座「同志媒體獎」，以表彰錄像帶反映出同性戀與跨性別人士的真實寫照。在2011年，英國LGBT人權組織石牆把《美麗的》評為對男同志、女同志、双性恋人士最自強的00年代歌曲。2009年，《滾石》與《VH1》把歌曲評為是00年代最佳歌曲之一。《美麗的》被廣泛認為是阿奎萊拉代表歌曲，並曾被多次翻唱以及電視節目應用。

## 背景與錄製
《美麗的》由琳达·佩里撰寫與創作。阿奎萊拉一共於兩間錄音室錄製了歌曲：位於加利福尼亞州伯班克的企業錄音室與好莱坞的康威錄音室。在與阿奎萊拉合作前，佩里已寫下了歌曲並打算把它收錄於自己的「個人」作品，作為歌手演譯歌曲。佩里在製作紅粉佳人第二張錄音室專輯《誤會大了》時曾在錄製期間在紅粉佳人面前唱過歌曲。然而當阿奎萊拉在佩里家中唱過歌曲以「打破沉默」後，佩里對此留下深刻印象並決定把作品留給阿奎萊拉的專輯《裸》之中，放棄原先的歌手計劃。這決定使紅粉佳人使對阿奎萊拉與佩里不滿，紅粉佳人認為佩里與自己不喜歡的歌手合作感覺「煩人」。佩里其後向美国作曲家、作家和发行商协会透露：「當克莉絲汀來到我家開始工作時，她向我提議播放一些歌曲以打破沉默。（...）我與自己的經理人討論了很久。我們都認為應該由克莉絲汀來唱。我們把她演唱的版本做成樣本，然後我覺得『哇』。這原始的聲音就這樣派到電台去。就是這聲音為她取得歌曲。」佩里的妻子莎拉·吉爾伯特在她的節目「The Talk」上確認歌曲的最終版本「只是一個樣本」。吉爾伯特亦透露阿奎萊拉想重新錄製一次歌曲，因為她不喜歡原先的聲音。但佩里拒絕了她的請求，並認為這首歌曲原本就是關於不完美以及脆弱的。

## 音樂與歌詞
《美麗的》是一首流行與節奏藍調風格的谣曲，歌詞討論了自信與不安，並帶出自強與接納內在美的信息。《告示牌》的拉里·弗里克補充指歌曲談及「克服生命的考驗」，同樣來自《告示牌》的查克·泰勒亦指出歌曲帶有「使自己不受外界批評」 的信息，而《Stylus雜誌》的托德·伯恩斯則指出歌曲「同樣探討了專輯的主題，在公眾面前變得赤裸」。歌曲的伴奏包括電貝斯、大提琴、鼓、電子琴、钢琴與小提琴。《美麗的》以降E大調創作，拍號為每分鐘76次。阿奎萊拉的音域從最低的E♭3到最高的G5共橫跨了兩個八度。阿奎萊拉於歌曲多次使用裝飾音，在一個音節上盡可能唱出七個音符。

## 發行
《美麗的》作為專輯《裸》的第二支單曲而發行。歌曲先於2002年11月16日被派往美國的當代流行電台以及節奏當代電台。歌曲其後分別於2003年1月27日，2月24日與2月25日在德國、英國與法國發行CD單曲。在2月25日，《美麗的》混音迷你專輯於全球作線上發行。兩天後，加拿大發行了歌曲的加大單曲。在2003年3月11日，歌曲於美國以CD單曲形式發行。

## 專業評價

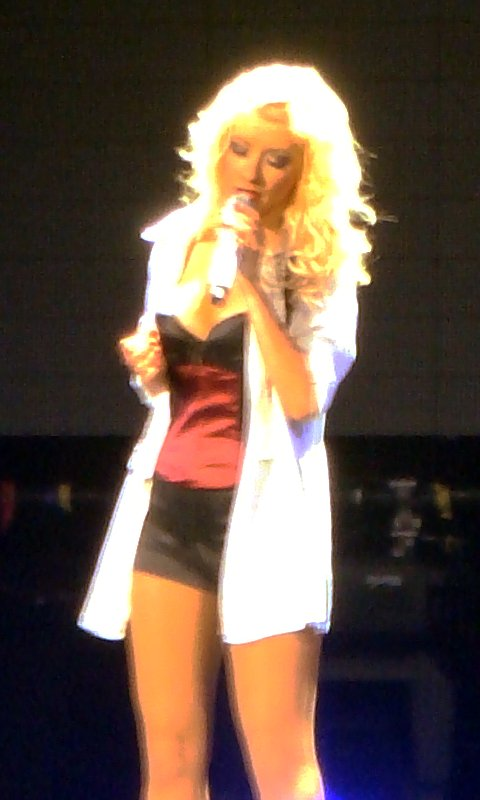
阿奎萊拉在「天生歌姬全球巡迴演唱會」上演唱《美麗的》。

歌曲發行後獲得了主流樂評家的好評。《AllMusic》的史蒂芬·托馬斯·艾爾維恩讚賞歌曲未有跟隨「夜店與街頭水平的節奏藍調，那非常不適合她」。《告示牌》的編輯亦認同《美麗的》是一首來自「擁有令人驚訝的深度」的專輯裡「值得作為單曲發行的謠曲」。而來自同刊的查克·泰勒則以「嘆為觀止」形容歌曲，並對歌曲的旋律與歌詞信息予以肯定。《娱乐周刊》的大衛·布朗恩稱歌曲為《裸》裡其中一個重要時刻，指歌曲比專輯其他歌曲「更加克制」。《偏锋杂志》的薩爾·辛奎曼尼指與琳達·佩里的合作使阿奎萊拉顯得「赤裸」，並切合專輯的標題。《Stylus雜誌》的托德·伯恩斯給予《裸》負面評價，但以「阿奎萊拉優雅地（克制了）頻密的聲樂炫技」讚賞她在《美麗的》的表現。《村聲》的簡·達克把歌曲與瑪麗亞·凱莉的作品作比較，指作品像是凱莉以往的歌曲。而《衛星音樂網》的阿曼達·莫瑞則批評歌曲的歌詞「陳腔濫調」，但仍讚賞歌曲的整體製作。在「2004年格林美獎」上，阿奎萊拉憑《美麗的》贏得了「格林美獎最佳流行女歌手」一獎，並獲提名「格莱美奖年度歌曲」。
《美麗的》被廣泛認為是阿奎萊拉的代表歌曲，也被認為是她至今最成功的歌曲。《Wetpaint》的雷切爾·麥克雷迪把歌曲評為她生涯第三佳單曲，指「Xtina鼓舞人心的謠曲激勵了一整代人」。《PopCrush》亞歷山德拉·卡波托托指《美麗的》是她最喜歡的阿奎萊拉歌曲，認為歌曲「無疑是迄今為止克里斯蒂娜·阿奎萊拉最難忘和最偉大的歌曲之一」。《滾石》把《美麗的》評為2000年代100首最佳歌曲的第52位，闡述歌曲「由擁有偉大聲音的染髮尤物以深厚力量傳遞出來」。而《VH1》則把歌曲評為2000年代100首最偉大歌曲的第18位。

## 商業成績
因專輯的主打單曲《下流》於美國的反應未如預期，《美麗的》很快便隨之作為單曲發行。歌曲獲得國際性的商業成功，並成為《裸》之中在多國排行最高的單曲。歌曲於美國《告示牌》百強單曲榜最高登上第2位，當週冠軍為B2K（肖恩·库姆斯客串）的《Bump, Bump, Bump》。歌曲亦成為阿奎萊拉在榜週數最高的獨唱歌曲，一共在榜達27週。歌曲亦登上《告示牌》當代成人單曲榜、舞曲夜店歌曲榜以及主流四十強單曲榜三個分榜的冠軍位置。歌曲於2006年3月獲美國唱片業協會認證為金唱片，代表出貨量達到50萬張。截至2014年8月，歌曲一共在美國售出超過151萬張。在加拿大，歌曲亦登上了單曲榜冠軍位置。
《美麗的》亦在歐洲取得相近的商業成功，在發行的多個國家登上排行榜前5位。歌曲登上英國單曲排行榜的冠軍位置，並一共在榜單逗留了51週，獲英国唱片业协会認證為白金唱片。歌曲分別最高登上了比利時Ultratop榜法蘭德斯榜與瓦隆尼亞榜第3位跟第18位。在德國，歌曲最高登上了榜單第9位，並在官方德國榜單一共逗留了13週。但歌曲於法國單曲榜則獲得較差的成績，僅最高登上榜單第27位。在太平洋地區，歌曲未能進入亞洲任何一個國家的榜單，但大洋洲國家則獲得商業成功。歌曲登上澳洲單曲榜冠軍位置，並總共逗留榜單13週。歌曲其後獲澳大利亚唱片业协会認證為白金唱片，代表出貨量達到70,000張。歌曲亦在紐西蘭單曲榜登上冠軍位置，並總共逗留榜單23週。

## 音樂錄像帶
《美麗的》的音樂錄像帶由喬納斯·艾克朗拍攝，並於2002年12月9日公開。錄像帶由阿奎萊拉以一句「別看著我」作開始，其後接著她在空無一人的房間獨自歌唱，以及其他跟自我意像有關的人的場景。一名擁有神经性厌食症的女孩在鏡前察看自己的模樣，最後把鏡子打破；一名瘦弱的少年在貼滿健美運動員照片的房間裡舉重；一名非裔美國女孩把女性雜誌上白人女性的照片撕下並扔進火焰；一名女孩被多名同齡人所欺凌著；一名哥德裝扮的男性坐上巴士的後座後其他乘客便起身離開。錄像帶亦觸及LGBT面對的問題，包括由喬丹·香農與賈斯汀·克羅夫特扮演的同性戀情侶在長椅上接吻，並無視其他注視自己的路人。另一個鏡頭則是由羅伯特·謝爾曼扮演的異裝男化妝、戴上假髮以及穿上女性裝束。錄像帶發行後空降「互動全方位」第2位，在榜單一共逗留了50天便從第6位出榜。錄像帶亦連續兩週登上音樂多多頻道的「Countdown」冠軍位置，並於榜單逗留了15個星期。在「第14屆同志媒體獎」中，錄像帶獲同性戀者反詆毀聯盟的大衛·拉切貝爾頒發「特別認可獎」。在以無伴奏合唱形式演唱歌曲後，阿奎萊拉在領獎時發表感言：「這首歌絕對是每個人都能感同身受的共同信息－任何人只因為你是誰而受到歧視或不被接受，不被欣賞或不尊重」。

## 現場表演
《美麗的》被認為是阿奎萊拉其中一首代表歌曲，她曾於多個場合演唱過歌曲。在專輯《裸》的宣傳期間，她分別於VH1的「Big In」頒獎禮，「Top of the Pops」， 以及「第46屆格林美獎」上演唱過歌曲。阿奎萊拉亦在2003年「愛你無罪與裸演唱會」、「裸全球巡迴演唱會」，以及2006年的「天生歌姬全球巡迴演唱會」上演唱過歌曲。阿奎萊拉亦在2010年電視特輯「VH1 Storytellers」上演唱過歌曲。阿奎萊拉曾在多次慈善與籌款活動上演唱《美麗的》，包括在「CNN Heroes」演唱並獲安德森·庫珀介紹出場：「我非常榮幸介紹這位有著無與倫比的音域跟熱情的歌手；她的歌曲提醒我們即使身處嚴峻的考驗與艱難之中，仍能創造出美好」。阿奎萊拉亦在2010年的「賈斯汀·提姆布萊克與好朋友」，以及2012年的「飓风桑迪：同心共度」上演唱過歌曲。

## 地位

### 認可

《美麗的》被LGBT社群廣泛認為是同志國歌。

《美麗的》被LGBT社群廣泛認為是一首同志國歌。2010年10月5日，數以百計的人士聚集在马萨诸塞州议会大厦前高歌《美麗的》，以悼念在過去幾個月中因反同性戀欺凌而自殺的青少年。2011年3月，哥倫布兒童合唱團和哥倫布男同性戀合唱團共同演唱歌曲，作為It Gets Better项目的一部分。英國LGBT權利人權組織石牆綜合1,007名讀者的選擇把《美麗的》評為對男同志、女同志、雙性戀人士最自強的00年代歌曲；媒體知名人士兼石牆撰稿人保羅·甘巴奇尼稱歌曲為「一項重大成就，激發了世界各地成千上萬的年輕人。」 。阿奎萊拉在得知歌曲排名發表感想：「我無法用語言表達LGBT社群對我的意義。在最黑暗的日子裡，他們的支持使我振作起來。我很榮幸我的一些歌曲也成為他們的國歌。」

### 翻唱版本

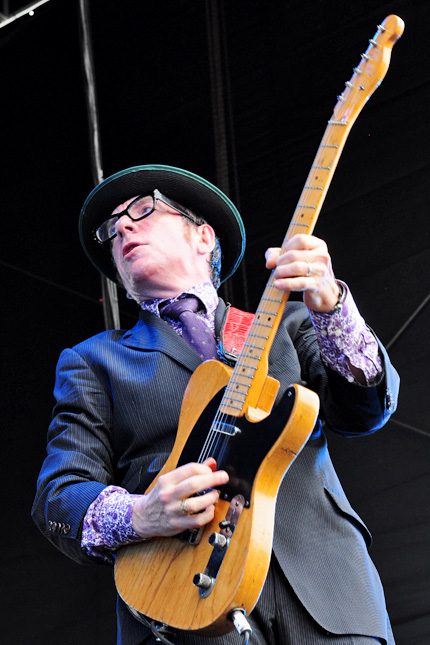
艾維斯·卡斯提洛在美國電視劇「豪斯医生」的集數「屍檢 (豪斯医生)」上演唱《美麗的》。

《美麗的》在發行後被多次翻唱。2003年，独立摇滚樂隊Clem Snide在他們的《A Beautiful EP》中翻唱了歌曲。Kidz Bop亦在2003年的《Kidz Bop 4》裡翻唱了歌曲原版，並於翌年在《Kidz Bop 6》中錄製了歌曲的舞曲混音版。肯尼·基跟夏卡·康在前者於2003年的專輯《愛情協奏曲》中表演了歌曲。2004年，法國女生樂隊L5的現場專輯《Le Live》收錄了歌曲的翻唱版本，取自她們2003年的演唱會的錄音。2012年，大衛·阿丘利塔於他第五張錄音室專輯《真愛啟動》收錄了歌曲的翻唱版。其他歌手亦曾收錄過歌曲的翻唱版，包括2005年的G4、2006年的Girl Authority、2009年的檸檬頭樂團、2009年的馬頭合唱團、2010年的The Rebeatles Project、2012年的跳樑小丑、2014年的我第一和給我給我樂隊，以及2016年的喬丹·史密斯。《美麗的》亦曾被多名歌手作現場翻唱。英国搖滾樂隊路透幫樂團曾在2008年5月28日在BBC廣播一台現場表演翻唱歌曲，這場表演其後收錄於合輯《Radio 1's Live Lounge – Volume 3》中。2011年，兒童歌手薩瓦納娜·羅賓森在「艾倫·狄珍妮秀」上演唱歌曲，美國歌手凱莉·克萊森亦曾在她2012年的「堅定不移巡迴演唱會」上應觀眾要求翻唱歌曲。葛洛莉雅·蓋諾、傑森·瑪耶茲、布雷特·安德森與全美反對陣線等知名歌手亦曾翻唱過歌曲。
歌曲亦曾在電視選秀節目當多次被翻唱．2003年，「Fame Academy」的首季冠軍亞歷斯·帕克斯於節目上翻唱歌曲，其後在她的出道專輯《Introduction》中重新錄製歌曲。2007年，安吉·費爾南德斯在西班牙版「X音素」首季上演唱過歌曲。2010年，莎莉·查特菲爾德在澳洲版「X音素」第二季上演唱過歌曲。翌年，阿奎萊拉於「美國之聲」首季最終集上與貝弗莉·麥克萊倫一同合唱歌曲。此版本於次週空降美國《告示牌》百強單曲榜第74位，並以在iTunes Store的42,000次首週下載量空降《告示牌》數碼歌曲榜第52位。2011年底，珍妮特·德夫林與混合甜心皆在第八季「英國版X音素」上翻唱歌曲。歌曲亦曾在「天才學園」、「吉列合唱團」、「豪斯医生」、「名聲大噪」跟「勁爆女子監獄」等電視劇中翻唱過。

## 歌曲列表
| - 美國、德國與法國CD單曲 1. "Beautiful" – 3:58 2. "Dame lo que Yo Te Doy" – 3:46 3. "Beautiful" (music video) – 3:59 - 英國CD單曲 1. "Beautiful" – 3:58 2. "Dirrty" (MaUVe Remix) – 8:11 3. "Beautiful" (music video) – 3:59 | - 線上混音迷你專輯 1. "Beautiful" (Peter Rauhofer Radio Mix) – 3:58 2. "Beautiful" (Al B Rich Radio Mix) – 4:14 3. "Beautiful" (Valentin Radio Mix) – 3:59 4. "Beautiful" (Peter Rauhofer Short Club) – 7:3 5. "Beautiful" (Brother Brown Mishow) – 5:11 6. "Beautiful" (Brother Brown Divine Mix) – 9:3 7. "Beautiful" (Al B Rich Next Level Mix) – 8:36 8. "Beautiful" (Peter Rauhofer Beautiful Theme) – 3:40 9. "Beautiful" (Valentin Club Mix) – 5:56 10. "Beautiful" (Peter Rauhofer Extended Club) – 10:33 11. "Beautiful" (Brother Brown Dub) – 7:50 |

## 製作名單
製作名單來自《美麗的》CD內頁。

### 錄音室
- 聲音錄製（企業錄音室（英语：The Enterprise Studios），伯班克，加利福尼亞州以及康威錄音室，荷里活）
- 混音（唱片工場（英语：The Record Plant），洛杉磯，加利福尼亞州）
- 工程（瘋狗錄音室，柏本克，加利福尼亞州）
- 附加錄製（企業錄音室，柏本克，加利福尼亞州）
- 音頻母帶（英语：Audio mastering）（博尼・葛朗德曼母帶室）

### 製作群
- 詞曲創作、製作 – 琳达·佩里
- 混音 – 戴夫·彭薩多（英语：Dave Pensado）
- 混音協助 – 伊桑·威洛比
- 工程 – 琳达·佩里、大衛·格雷羅
- Pro Tools工程 – 戴維·範
- 音頻母帶（英语：Audio mastering） – 布萊恩·「重低音」·加德納（英语：Brian Gardner）
- 編輯 – 邁克·巴納德

### 音樂家
- 聲樂 – 克莉絲汀·阿奎萊拉
- 钢琴、吉他、貝斯 – 琳达·佩里
- 键盘 – 戴蒙·福克斯（英语：Damon Fox (musician)）
- 鼓 – 布萊恩·馬克里德（英语：Brian MacLeod (U.S. musician)）
- 弦樂 – The Section Quartet（英语：The Section Quartet）
  - 小提琴 – 埃里克·戈爾芬（英语：Eric Gorfain）
  - 中提琴 – 香提·蘭德爾
  - 大提琴 – 理查德·杜德（英语：Richard Dodd）
- 附加弦樂與弦樂組（英语：String section） – 琳达·佩里

## 榜單成績
| 週榜單（2002年－2003年）             | 最高 位置 |
| ------------------------------------ | --------- |
| 澳大利亚（澳大利亚唱片业协会單曲榜） | 1         |
| 奥地利（Ö3四十强单曲榜）             | 5         |
| 比利时佛兰德（Ultratop五十强单曲榜） | 3         |
| 比利时瓦隆（Ultratop五十强单曲榜）   | 18        |
| 巴西（巴西唱片業協會）               | 17        |
| 加拿大（加拿大單曲榜）               | 1         |
| 克羅地亞（克羅地亞廣播電視台）       | 9         |
| 捷克共和國（五十強電台榜）           | 7         |
| 丹麥（Hitlisten单曲榜）              | 9         |
| 歐洲（歐洲百強單曲榜）               | 3         |
| 法国（法國唱片出版業公會單曲榜）     | 27        |
| 德国（德國官方單曲榜）               | 4         |
| 匈牙利（四十强电台榜）               | 6         |
| 愛爾蘭（愛爾蘭唱片音樂協會单曲榜）   | 1         |
| 意大利（意大利音乐产业联盟单曲榜）   | 8         |
| 荷兰（荷蘭四十強單曲榜）             | 2         |
| 荷兰（百强单曲榜）                   | 4         |
| 新西兰（新西兰唱片音乐协会单曲榜）   | 1         |
| 挪威（世道單曲榜）                   | 5         |
| 波蘭（波蘭音樂榜）                   | 3         |
| 羅馬尼亞（羅馬尼亞百強單曲榜）       | 1         |
| 蘇格蘭（官方榜单公司單曲榜）         | 1         |
| 瑞典（瑞典最熱榜）                   | 3         |
| 瑞士（瑞士热门音乐榜）               | 7         |
| 英國（官方榜单公司單曲榜）           | 1         |
| 美国（《告示牌》百大單曲榜）         | 2         |
| 美國（《告示牌》成人當代單曲榜）     | 1         |
| 美國（《告示牌》Adult Pop Airplay）  | 19        |
| 美國（《告示牌》Dance Club Songs）   | 1         |
| 美國（《告示牌》Latin Pop Airplay）  | 38        |
| 美國（《告示牌》Pop Airplay）        | 1         |
| 美國（《告示牌》Rhythmic Songs）     | 13        |

| 年榜單（2003年）                       | 位置 |
| -------------------------------------- | ---- |
| 澳大利亞（澳大利亞唱片業協會單曲榜）   | 24   |
| 奧地利（Ö3四十強單曲榜）               | 45   |
| 比利時瓦隆尼亞（Ultratop五十強單曲榜） | 31   |
| 比利時法蘭德斯（Ultratop五十強單曲榜） | 84   |
| 德國（官方德國榜單）                   | 79   |
| 愛爾蘭（愛爾蘭唱片音樂協會）           | 16   |
| 意大利（意大利音樂產業聯盟）           | 64   |
| 荷蘭（荷蘭40強單曲榜）                 | 20   |
| 荷蘭（百強單曲榜）                     | 35   |
| 新西蘭（新西蘭唱片音樂協會）           | 3    |
| 瑞典（瑞典最熱榜）                     | 27   |
| 瑞士（瑞士熱門音樂榜）                 | 66   |
| 英國（官方榜單公司單曲榜）             | 23   |
| 美國（《告示牌》百強單曲榜）           | 16   |
| 美國（《告示牌》成人四十強單曲榜）     | 5    |

## 認證
| 地區                                   | 认证 | 认证单位/销量 |
| -------------------------------------- | ---- | ------------- |
| 澳大利亚（澳大利亚唱片业协会）         | 白金 | 70,000^       |
| 意大利（意大利音乐产业联盟）           | 金   | 25,000‡       |
| 英国（英国唱片业协会）                 | 白金 | 600,000‡      |
| 美国（美國唱片業協會）                 | 金   | 1,512,000^    |
| ^僅含認證的出貨量 ‡僅含認證的+實際銷量 |      |               |

## 資料來源
1. ↑  Neuman, Melinda; Mitchell, Cail; Morris, Chris. . Billboard (Prometheus Global Media). 2004-02-21, 116 (8): 69  [2013-09-15]. （原始内容存档于2013-10-09）.
2. ↑  . iTunes Store (US). Apple. 2009-10-06  [2013-04-26]. （原始内容存档于2013-07-21）.
3. ↑  Mark Richardson. . Pitchfork Media. Ryan Schreiber. 2010-01-15  [2013-04-26]. （原始内容存档于2013-05-20）.
4. 1 2 3 4  Moon, Jin. . American Society of Composers, Authors and Publishers. 2003-09-01  [2013-04-26]. （原始内容存档于2013-09-27）.
5. ↑  . MSN Music. Microsoft. 2012-11-22  [2013-04-26]. （原始内容存档于2013-09-28）.
6. ↑  The Talk. . CBS. 2016-02-27  [2016-02-29]. （原始内容存档于2020-07-09）.
7. 1 2  . Rolling Stone.   [2014-04-02]. （原始内容存档于2014-03-27）.
8. ↑  Mace-Tessler, Isaac. . Pop Scoop. 2013-12-20  [2016-12-08]. （原始内容存档于2016-09-02）.
9. 1 2  . Billboard. Prometheus Global Media. 2002-11-02  [2013-07-02]. （原始内容存档于2002-12-20）.
10. 1 2  Taylor, Chuck. . Billboard (Nielsen Business Media, Inc).   [2019-11-04]. ISSN 0006-2510. （原始内容存档于2013-11-04）.
11. 1 2  Todd Burns. . Stylus Magazine. 2003-09-01  [2013-04-26]. （原始内容存档于2016-03-03）.
12. ↑  . MusicNotes. Sony/ATV Music Publishing.   [2013-06-12]. （原始内容存档于2008-12-17）.
13. ↑  . Going for Adds. Radio & Records.   [2013-04-26]. （原始内容存档于2014-08-11）.
14. ↑  . Going for Adds. Radio and Records.   [2013-04-26]. （原始内容存档于2014-08-11）.
15. 1 2  . Amazon.com (DE).   [2013-04-26]. （原始内容存档于2013-06-14）.
16. 1 2  . Amazon.com (UK). 2003-02-24  [2013-04-26]. （原始内容存档于2013-02-03）.
17. 1 2  . Amazon.com (FR). 2003-02-25  [2013-04-26]. （原始内容存档于2013-08-17）.
18. 1 2  . iTunes Store (NL). Apple Inc.   [2013-04-26]. （原始内容存档于2016-03-22）.
19. ↑  . Amazon.com (CA).   [2013-06-11]. （原始内容存档于2020-07-09）.
20. 1 2  . Amazon.com (US).   [2013-06-10]. （原始内容存档于2020-07-09）.
21. ↑  Stephen Thomas Erlewine. . AllMusic. Rovi Corporation.   [2013-04-26]. （原始内容存档于2013-04-21）.
22. ↑  David Browne. . Entertainment Weekly. Time Inc. 2002-10-28  [2013-04-26]. （原始内容存档于2013-04-11）.
23. ↑  Sal Cinquemani. . Slant Magazinedate=November 2, 2002.   [2013-04-26]. （原始内容存档于2013-05-15）.
24. ↑  Jane Dark. . The Village Voice. Village Voice Media. 2002-11-12  [2013-04-26]. （原始内容存档于2013-06-22）.
25. ↑  Amanda Murray. . Sputnikmusic. Jeremy Ferwerda. 2006-07-03  [2013-04-26]. （原始内容存档于2013-09-21）.
26. ↑  . Music Slam. 2003-12-04  [2013-04-26]. （原始内容存档于2014-01-05）.
27. ↑  Rachel McGrady. . Wetpaint. 2013-03-13  [2013-05-14]. （原始内容存档于2015-04-02）.
28. ↑  Alexandra Capotorto. . PopCrush. Townsquare Media.   [2013-05-14]. （原始内容存档于2013-07-21）.
29. ↑  . Rolling Stone. Jann Wenner.   [2013-05-14]. （原始内容存档于2013-08-01）.
30. ↑  . VH1. Viacom.   [2013-05-14]. （原始内容存档于2013-05-10）.
31. ↑  Brian Hiatt. . Entertainment Weekly. Time Inc. 2002-11-01  [2013-04-26]. （原始内容存档于2013-10-29）.
32. 1 2  . Billboard. Prometheus Global Media.   [2013-04-26]. （原始内容存档于2019-12-03）.
33. ↑  Paul Grein. . Yahoo! Music. Yahoo!. 2012-05-02  [2013-04-26]. （原始内容存档于2012-10-19）.
34. ↑  . Recording Industry Association of America.   [2013-04-26] （英语）.
35. ↑  Trust, Gary. . Billboard. Prometheus Global Media. 2014-09-01  [2014-09-02]. （原始内容存档于2014-09-05）.
36. 1 2 3 4  . Australian Charts. Hung Medien.   [2013-04-26]. （原始内容存档于2013-06-06）.
37. ↑  . Official Charts Company.   [2013-04-26]. （原始内容存档于2014-02-03）.
38. ↑   (PDF). Australian Recording Industry Association.   [2013-04-26] （英语）.
39. ↑  . YouTube. 2009-10-03  [2013-04-26]. （原始内容存档于2013-04-22）.
40. ↑  . GLAAD. 2003-02-28  [2013-04-26]. （原始内容存档于2003-08-18）.
41. ↑  . ATRL. vBulletin Solutions, Inc.   [2013-04-26]. （原始内容存档于2009-04-23）.
42. ↑  . ATRL. vBulletin Solutions, Inc.   [2013-04-26]. （原始内容存档于2013-04-23）.
43. ↑  . Top 40 Charts.   [2013-04-26]. （原始内容存档于2013-07-22）.
44. 1 2  . GLAAD. 2003-04-26  [2013-04-26]. （原始内容存档于2005-04-18）.
45. ↑  Lynn Hirschberg. . W. Condé Nast Publications. July 2011  [2013-04-26]. （原始内容存档于2013-05-09）.
46. ↑  . VH1. Viacom.   [2013-04-26]. （原始内容存档于2013-09-21）.
47. ↑  . British Broadcasting Corporation.   [2013-05-04]. （原始内容存档于2006-02-20）.
48. ↑  Moss, Corey. . MTV News. Viacom. 2004-01-13  [2013-05-04]. （原始内容存档于2015-01-24）.
49. ↑  . Xtina-Web.   [2013-04-26]. （原始内容存档于2013-04-15）.
50. ↑  . Xtina-Web.   [2013-04-26]. （原始内容存档于2012-11-13）.
51. ↑  . VH1.   [2013-04-26]. （原始内容存档于2013-01-16）.
52. ↑  . CNN. Time Warner.   [2013-04-26]. （原始内容存档于2014-04-07）.
53. ↑  Gil Kaufman. . MTV News. Viacom. 2010-10-25  [2013-04-26]. （原始内容存档于2016-03-04）.
54. ↑  Carly Wolkoff. . MTV News. Viacom. 2012-11-02  [2013-04-26]. （原始内容存档于2016-03-04）.
55. ↑  . The Rainbow Times.   [2013-04-26]. （原始内容存档于2013-12-24）.
56. ↑  Michael Jensen. . AfterElton. 2011-04-04  [2013-04-26]. （原始内容存档于2013-12-25）.
57. ↑  . Stonewall.   [2013-04-26]. （原始内容存档于2011-09-16）.
58. ↑  . She Magazine.   [2013-04-26]. （原始内容存档于2013-12-24）.
59. ↑  Stephen Haag. . PopMatters. 2004-01-28  [2013-05-05]. （原始内容存档于2015-09-24）.
60. ↑  . Allmusic. Rovi Corporation.   [2013-04-26]. （原始内容存档于2013-01-19）.
61. ↑  . Allmusic. Rovi Corporation.   [2013-04-26]. （原始内容存档于2013-10-23）.
62. ↑  . iTunes Store (US). Apple Inc. 2003-05-19  [2013-04-26]. （原始内容存档于2012-08-04）.
63. ↑  "L5 Le Live" Archive.today的存檔，存档日期2015-08-09.
64. ↑  . iTunes Store (US). Apple Inc. 2012-08-07  [2013-04-26]. （原始内容存档于2013-03-15）.
65. ↑  AllMusic. . Allmusic. Rovi Corporation. 2005  [2013-05-05]. （原始内容存档于2012-06-16）.
66. ↑  . Star Purse.   [2013-05-05]. （原始内容存档于2015-09-24）.
67. 1 2  . Pitchfork Media.   [2013-05-05]. （原始内容存档于2013-05-10）.
68. ↑  . Official Zebrahead Website.   [2013-05-05]. （原始内容存档于2016-06-11）.
69. ↑  . Official The ReBeatles Project Website. 2010  [2013-05-05]. （原始内容存档于2012-04-26）.
70. ↑  Gary Graff. . Billboard. Prometheus Global Media. 2012-06-29  [2013-05-05]. （原始内容存档于2013-05-24）.
71. ↑  . FasterLouder.   [2016-04-03]. （原始内容存档于2016-04-14）.
72. ↑  . AllMusic.   [2016-04-03]. （原始内容存档于2016-03-27）.
73. ↑  . Allmusic. Rovi Corporation. 2008  [2013-05-05]. （原始内容存档于2012-06-30）.
74. ↑  . Warner Bros. Television Distribution. 2011-10-11  [2013-05-05]. （原始内容存档于2014-01-05）.
75. ↑  Jeff Benjamin. . Billboard. Prometheus Global Media. 2012-03-28  [2013-04-26]. （原始内容存档于2015-06-15）.
76. ↑  . Generaccion. 2010-12-04  [2013-05-05]. （原始内容存档于2014-01-05）.
77. ↑  . The Covers Project.   [2013-05-05]. （原始内容存档于2012-05-30）.
78. ↑  . NME. 2006-12-19  [2013-05-05]. （原始内容存档于2012-10-20）.
79. ↑  . Review Stream.   [2013-04-26]. （原始内容存档于2012-06-01）.
80. ↑  . Etcétera. WordPress. 2011-01-28  [2013-04-26]. （原始内容存档于2012-04-26）.
81. ↑  Colin Vickery. . News Limited. 2010-11-16  [2013-04-26]. （原始内容存档于2016-03-27）.
82. ↑  . iTunes Store (US). Apple Inc. 2011-06-28  [2013-04-26]. （原始内容存档于2013-09-21）.
83. ↑  Gary Trust. . Billboard. Prometheus Global Media. 2011-07-07  [2013-04-26]. （原始内容存档于2014-08-31）.
84. ↑  Keith Caulfield. . Billboard. Prometheus Global Media. 2011-07-06  [2013-04-26]. （原始内容存档于2013-05-28）.
85. ↑  Lisa McGarry. . Unreality TV. 2011-10-01  [2013-04-26]. （原始内容存档于2014-07-14）.
86. ↑  . Metro. Associated Newspapers. 2011-11-26  [2013-04-26]. （原始内容存档于2014-07-14）. 参数|newspaper=与模板{{cite web}}不匹配（建议改用{{cite news}}或|website=） (帮助)
87. ↑  . iTunes Store (US). Apple Inc. 2011-10-11  [2013-04-26]. （原始内容存档于2013-11-11）.
88. ↑  . iTunes Store (US). Apple Inc. 2010-05-18  [2013-04-26]. （原始内容存档于2013-09-06）.
89. ↑  . iTunes Store (US). Apple Inc. 2007-09-18  [2013-04-26]. （原始内容存档于2015-01-20）.
90. ↑  . iTunes Store (US). Apple Inc. 2012-05-01  [2013-04-26]. （原始内容存档于2013-05-13）.
91. ↑  Casey Cipriani. . Indiewire. 2014-06-20  [2019-11-04]. （原始内容存档于2016-05-07）.
92. ↑   (CD single liner notes). Christina Aguilera. Germany: RCA Records, a division of Sony Music Entertainment. 2003.
93. ↑  "Australian-charts.com – Christina Aguilera – Beautiful". ARIA Top 50 Singles.  [2015-02-12].  （英語）.
94. ↑  "Austriancharts.at – Christina Aguilera – Beautiful". Ö3 Austria Top 40.  [2015-02-12]. （德語）.
95. ↑  "Ultratop.be – Christina Aguilera – Beautiful". Ultratop 50.   [2015-02-12]. （荷蘭語）.
96. ↑  "Ultratop.be – Christina Aguilera – Beautiful". Ultratop 50.   [2015-02-12]. （法語）.
97. ↑   (PDF). ABPD. 2001-10-06  [2018-12-16]. （原始内容存档 (PDF)于2016-04-08）.
98. ↑  . Billboard. Nielsen Soundscan（英语：Nielsen Soundscan）.   [2019-03-30]. （原始内容存档于2019-04-09）.
99. ↑  . Croatian Radiotelevision.   [2019-04-05]. （原始内容存档于2003-04-24）.
100. ↑  . International Federation of the Phonographic Industry.   [2019-03-30]. 原始内容存档于2003-04-06. Note: Access the Neibraněiší section for chart.
101. ↑  "Danishcharts.com – Christina Aguilera – Beautiful". Hitlisten.  [2015-02-12].（丹麥語）.
102. ↑  . Billboard (Nielsen Business Media). 2003-03-22, 115 (12): 73  [2016-04-17].
103. ↑  "Lescharts.com – Christina Aguilera – Beautiful". Les classement single.  [2015-02-12].（法語）.
104. ↑  "Christina Aguilera – Beautiful". GfK Entertainment charts.  Retrieved 2015-02-12.  （德語）.
105. ↑  "Archívum – Slágerlisták – MAHASZ". Rádiós Top 40 játszási lista. Magyar Hanglemezkiadók Szövetsége.  [2015-02-12].  （匈牙利語）.
106. ↑  "Chart Track: Week 10, 2003". Irish Singles Chart.  [2015-02-12].  （英語）.
107. ↑  "Italiancharts.com – Christina Aguilera – Beautiful". Top Digital Download.  [2015-02-12].（英語）.
108. ↑   "Nederlandse Top 40 – week 8, 2003". Dutch Top 40  [2015-02-12]..
109. ↑  "Dutchcharts.nl – Christina Aguilera – Beautiful". Single Top 100.  [2015-02-12].（荷蘭語）.
110. ↑  "Charts.nz – Christina Aguilera – Beautiful". Top 40 Singles.  [2015-02-12].（英語）.
111. ↑  "Norwegiancharts.com – Christina Aguilera – Beautiful". VG-lista.  [2015-02-12].（挪威語）.
112. ↑  . PiF PaF Production.   [2019-04-05]. （原始内容存档于2004-01-11）.
113. ↑  . Romanian Top 100. （原始内容存档于2005-05-14）.
114. ↑  "Official Scottish Singles Sales Chart Top 100". Official Charts Company.  [2018-07-06].（英語）.
115. ↑  "Swedishcharts.com – Christina Aguilera – Beautiful". Singles Top 100.  [2015-02-12].（英語）.
116. ↑  "Swisscharts.com – Christina Aguilera – Beautiful". Swiss Singles Chart.  [2015-02-12].（英語）.
117. ↑  "Official Singles Chart Top 100". Official Charts Company.  [2015-02-12].（英語）.
118. ↑  "Christina Aguilera Chart History (Hot 100)". Billboard.  [2015-02-12].（英語）.
119. ↑   "Christina Aguilera Chart History (Adult Contemporary)". Billboard.  [2015-02-12].（英語）.
120. ↑  "Christina Aguilera Chart History (Adult Pop Songs)". Billboard.   [2015-07-11].（英語）.
121. ↑  "Christina Aguilera Chart History (Dance Club Songs)". Billboard.  [2015-02-12].（英語）.
122. ↑  "Christina Aguilera Chart History (Latin Pop Songs)". Billboard.  [2015-07-11].（英語）.
123. ↑  "Christina Aguilera Chart History (Pop Songs)". Billboard.  [2015-02-12].（英語）.
124. ↑  "Christina Aguilera Chart History (Rhythmic)". Billboard.  [2015-02-12].（英語）.
125. ↑  . Australian Recording Industry Association.   [2013-04-26]. （原始内容存档于2012-01-23）.
126. ↑  . Ö3 Austria Top 40.   [2013-04-26]. （原始内容存档于2012-09-11）.
127. ↑  .   [2011-02-16]. （原始内容存档于2010-09-14）.
128. ↑  .   [2011-02-16]. （原始内容存档于2008-04-17）.
129. ↑  . Media Control Charts.   [2016-04-20]. （原始内容存档于2015-05-09）.
130. ↑  . Irish Singles Chart.   [2013-04-26]. （原始内容存档于2005-04-04）.
131. ↑  .   [2019-11-04]. （原始内容存档于2013-05-11）.
132. ↑   (PDF).   [2019-11-04]. （原始内容存档 (PDF)于2012-03-06）.
133. ↑  .   [2018-07-06]. （原始内容存档于2011-09-19）.
134. ↑  . Recorded Music NZ.   [2013-04-26]. （原始内容存档于2014-02-21）.
135. ↑  . Grammofon Leverantörernas Förening.   [2013-04-26]. （原始内容存档于2015-04-02）.
136. ↑  . Schweizer Hitparade.   [2013-04-26]. （原始内容存档于2013-12-27）.
137. ↑   (PDF). UKChartsPlus（英语：UKChartsPlus）.   [2018-07-06]. （原始内容存档 (PDF)于2012-07-23）.
138. ↑  . Billboard (Nielsen Business Media). 2003-12-27, 115 (52): YE-30  [2016-04-20].
139. ↑  Taylor, Chuck. . Billboard (Nielsen Business Media). 2003-12-27, 115 (52): YE-82  [2016-04-20].
140. ↑   (PDF). Australian Recording Industry Association.   [2013-04-26] （英语）.
141. ↑  . Federazione Industria Musicale Italiana.   [2019-04-08] （意大利语）.
142. ↑  . British Phonographic Industry.   [2020-04-10] （英语）.
143. ↑  . Recording Industry Association of America.   [2013-04-26] （英语）.

## 外部連結
- YouTube上的《美麗的》音樂錄像帶